# Thor Freudenthal
Thor Freudenthal (* 20. Oktober 1972 in Berlin) ist ein deutscher Drehbuchautor und Filmregisseur, der hauptsächlich in Hollywood arbeitet.

## Leben
Thor Freudenthal wurde in Berlin geboren, wo er auch aufwuchs. Er besuchte die Hochschule der Künste in Berlin und zog später nach Kalifornien als Austauschstudent an das California Institute of the Arts.
In der Filmbranche begann Freudenthal als Drehbuchautor und Regisseur bei Kurzfilmen wie Mind the Gap, Monkey Business und The Tenor. Bei Sony Pictures Imageworks arbeitete er an den Filmen Stuart Little, Die Chubbchubbs! und Stuart Little 2 mit. Später war er als Director der Second Unit bei Disney für Die Geistervilla tätig. Im Jahr 2005 inszenierte er den Kurzfilm Motel. 2009 arbeitete er als Regisseur bei Das Hundehotel für DreamWorks Pictures. 2010 führte er Regie beim Jugendfilm Gregs Tagebuch – Von Idioten umzingelt! basierend auf der Buchreihe von Jeff Kinney. Im August 2013 ist die Fortsetzung des Films Percy Jackson – Diebe im Olymp mit dem Titel Percy Jackson – Im Bann des Zyklopen erschienen, bei der Freudenthal die Regie übernahm.

## Filmografie
- 1994: Mind the Gap (Kurzfilm)
- 1996: Monkey Business (Kurzfilm)
- 1998: The Tenor (Kurzfilm)
- 2005: Motel (Kurzfilm)
- 2009: Das Hundehotel (Hotel for Dogs)
- 2010: Gregs Tagebuch – Von Idioten umzingelt! (Diary of a Wimpy Kid)
- 2011: Aim High (Fernsehserie, 6 Folgen)
- 2013: Percy Jackson – Im Bann des Zyklopen (Percy Jackson: Sea of Monsters)
- 2014–2015: Arrow (Fernsehserie, 4 Folgen)
- 2015: The Flash (Fernsehserie, Folge 1x15)
- 2015: Supergirl (Fernsehserie, Folge 1x04)
- 2015: Quantico (Fernsehserie, Folge 1x11)
- 2016: Legends of Tomorrow (Fernsehserie, Folge 1x11)
- 2016: The Tick (Fernsehserie, 2 Folgen)
- 2017–2018: The Expanse (Fernsehserie, 3 Folgen)
- 2019–2023: Carnival Row (Fernsehserie, 5 Folgen)
- 2020: Words on Bathroom Walls
- 2021: La Brea (Fernsehserie, 4 Folgen)
- 2022: Quantum Leap (Fernsehserie, Folge 1x01)
- 2023: Die Therapie (Fernsehserie, 6 Folgen)